# Mistrzostwa Europy w Piłce Nożnej 1984 (składy)
Artykuł grupuje składy wszystkich reprezentacji narodowych w piłce nożnej, które wystąpią podczas mistrzostw Europy 1984 we Francji w dniach 12–27 czerwca 1984 roku.
- Przynależność klubowa na koniec sezonu 1983/1984.
- Liczba występów i goli podana do dnia rozpoczęcia mistrzostw.
- Zawodnicy oznaczeni symbolem  to kapitanowie reprezentacji.
- Legenda:
Pozycje na boisku:
BR – bramkarz
OB – obrońca
PM – pomocnik
NA – napastnik

## Grupa A

### Belgia
Trener:  Guy Thys (ur. 6 grudnia 1922)
| Nr. | Pozycja | Piłkarz                 | Data urodzenia            | Mecze | Gole | Klub                 |
| --- | ------- | ----------------------- | ------------------------- | ----- | ---- | -------------------- |
| 1   | BR      | Jean-Marie Pfaff        | 4 grudnia 1953(dts)       | 41    | 0    | Bayern Monachium     |
| 2   | OB      | Georges Grün            | 25 stycznia 1962(dts)     | 0     | 0    | Anderlecht Bruksela  |
| 3   | OB      | Paul Lambrichts         | 16 października 1954(dts) | 3     | 0    | SK Beveren-Waas      |
| 4   | OB      | Leo Clijsters           | 6 listopada 1956(dts)     | 4     | 0    | Waterschei Thor Genk |
| 5   | OB      | Michel De Wolf          | 19 stycznia 1958(dts)     | 8     | 0    | KAA Gent             |
| 6   | PO      | Franky Vercauteren      | 28 października 1956(dts) | 34    | 2    | Anderlecht Bruksela  |
| 7   | PO      | René Vandereycken       | 22 lipca 1953(dts)        | 36    | 3    | Anderlecht Bruksela  |
| 8   | PO      | Nico Claesen            | 1 października 1962(dts)  | 5     | 0    | RFC Seraing          |
| 9   | NA      | Erwin Vandenbergh       | 26 stycznia 1959(dts)     | 30    | 15   | Anderlecht Bruksela  |
| 10  | PO      | Ludo Coeck              | 26 września 1955(dts)     | 43    | 9    | Inter Mediolan       |
| 11  | PO      | Jan Ceulemans           | 28 lutego 1957(dts)       | 44    | 4    | Club Brugge          |
| 12  | BR      | Jacky Munaron           | 8 września 1956(dts)      | 4     | 0    | Anderlecht Bruksela  |
| 13  | OB      | Marc Baecke             | 24 lipca 1956(dts)        | 15    | 0    | SK Beveren-Waas      |
| 14  | PO      | Walter De Greef         | 13 listopada 1957(dts)    | 2     | 0    | Anderlecht Bruksela  |
| 15  | OB      | René Verheyen           | 20 marca 1952(dts)        | 23    | 1    | Club Brugge          |
| 16  | PO      | Enzo Scifo              | 19 lutego 1966(dts)       | 2     | 0    | Anderlecht Bruksela  |
| 17  | PO      | Eddy Voordeckers        | 4 lutego 1960(dts)        | 15    | 3    | Waterschei Thor Genk |
| 18  | NA      | Alexandre Czerniatynski | 28 lipca 1960(dts)        | 15    | 5    | Anderlecht Bruksela  |
| 19  | PO      | Raymond Mommens         | 27 grudnia 1958(dts)      | 13    | 0    | KSC Lokeren          |
| 20  | BR      | Wim De Coninck          | 23 lipca 1959(dts)        | 0     | 00   | KSV Waregem          |

### Dania
Trener:  Sepp Piontek (ur. 5 marca 1940)
| Nr. | Pozycja | Piłkarz             | Data urodzenia            | Mecze | Gole | Klub                 |
| --- | ------- | ------------------- | ------------------------- | ----- | ---- | -------------------- |
| 1   | BR      | Ole Kjær            | 16 sierpnia 1954(dts)     | 26    | 0    | Esbjerg fB           |
| 2   | OB      | Ole Rasmussen       | 19 marca 1952(dts)        | 38    | 1    | Hertha Berlin        |
| 3   | OB      | Søren Busk          | 10 kwietnia 1953(dts)     | 29    | 2    | KAA Gent             |
| 4   | OB      | Morten Olsen        | 14 sierpnia 1949(dts)     | 62    | 2    | Anderlecht Bruksela  |
| 5   | OB      | Ivan Nielsen        | 9 października 1956(dts)  | 16    | 0    | Feyenoord Rotterdam  |
| 6   | PO      | Søren Lerby         | 1 lutego 1958(dts)        | 37    | 6    | Bayern Monachium     |
| 7   | PO      | Jens Jørn Bertelsen | 15 lutego 1952(dts)       | 44    | 1    | RFC Seraing          |
| 8   | PO      | Jesper Olsen        | 20 marca 1961(dts)        | 16    | 2    | Ajax Amsterdam       |
| 9   | PO      | Allan Simonsen      | 15 grudnia 1952(dts)      | 46    | 20   | Vejle BK             |
| 10  | NA      | Preben Elkjær       | 11 września 1957(dts)     | 38    | 22   | KSC Lokeren          |
| 11  | NA      | Klaus Berggreen     | 3 lutego 1958(dts)        | 14    | 1    | AC Pisa 1909         |
| 12  | PO      | Jan Mølby           | 4 lipca 1963(dts)         | 8     | 0    | Ajax Amsterdam       |
| 13  | PO      | John Lauridsen      | 2 kwietnia 1959(dts)      | 15    | 1    | Espanyol Barcelona   |
| 14  | NA      | Michael Laudrup     | 15 czerwca 1964(dts)      | 13    | 10   | Lazio Rzym           |
| 15  | PO      | Frank Arnesen       | 30 września 1956(dts)     | 31    | 11   | Anderlecht Bruksela  |
| 16  | BR      | Troels Rasmussen    | 7 kwietnia 1961(dts)      | 7     | 0    | Aarhus GF            |
| 17  | NA      | Steen Thychosen     | 22 września 1958(dts)     | 1     | 0    | Vejle BK             |
| 18  | OB      | John Sivebæk        | 25 października 1961(dts) | 20    | 0    | Vejle BK             |
| 19  | NA      | Kenneth Brylle      | 22 maja 1959(dts)         | 8     | 1    | Anderlecht Bruksela  |
| 20  | BR      | Ole Qvist           | 25 lutego 1950(dts)       | 25    | 0    | Kjøbenhavns Boldklub |

### Francja
Trener:  Michel Hidalgo (ur. 22 marca 1933)
| Nr. | Pozycja | Piłkarz                | Data urodzenia            | Mecze | Gole | Klub                |
| --- | ------- | ---------------------- | ------------------------- | ----- | ---- | ------------------- |
| 1   | BR      | Joël Bats              | 4 stycznia 1957(dts)      | 7     | 0    | AJ Auxerre          |
| 2   | OB      | Manuel Amoros          | 1 lutego 1962(dts)        | 21    | 0    | AS Monaco           |
| 3   | OB      | Jean-François Domergue | 23 czerwca 1957(dts)      | 1     | 0    | FC Toulouse         |
| 4   | OB      | Maxime Bossis          | 26 czerwca 1955(dts)      | 55    | 1    | FC Nantes           |
| 5   | OB      | Patrick Battiston      | 12 marca 1957(dts)        | 31    | 2    | Girondins Bordeaux  |
| 6   | PO      | Luis Fernández         | 2 października 1959(dts)  | 12    | 1    | Paris Saint-Germain |
| 7   | PO      | Jean-Marc Ferreri      | 26 grudnia 1962(dts)      | 9     | 1    | AJ Auxerre          |
| 8   | PO      | Daniel Bravo           | 9 lutego 1963(dts)        | 8     | 1    | AS Monaco           |
| 9   | PO      | Bernard Genghini       | 18 stycznia 1958(dts)     | 22    | 5    | AS Monaco           |
| 10  | PO      | Michel Platini         | 21 czerwca 1955(dts)      | 48    | 26   | Juventus Turyn      |
| 11  | PO      | Bruno Bellone          | 14 marca 1962(dts)        | 14    | 1    | AS Monaco           |
| 12  | PO      | Alain Giresse          | 2 sierpnia 1952(dts)      | 28    | 3    | Girondins Bordeaux  |
| 13  | PO      | Didier Six             | 21 sierpnia 1954(dts)     | 49    | 13   | FC Mulhouse         |
| 14  | PO      | Jean Tigana            | 23 czerwca 1955(dts)      | 28    | 1    | Girondins Bordeaux  |
| 15  | OB      | Yvon Le Roux           | 19 kwietnia 1960(dts)     | 9     | 1    | AS Monaco           |
| 16  | NA      | Dominique Rocheteau    | 14 stycznia 1955(dts)     | 37    | 10   | Paris Saint-Germain |
| 17  | NA      | Bernard Lacombe        | 15 sierpnia 1952(dts)     | 34    | 12   | Girondins Bordeaux  |
| 18  | OB      | Thierry Tusseau        | 19 stycznia 1958(dts)     | 10    | 0    | Girondins Bordeaux  |
| 19  | BR      | Philippe Bergeroo      | 13 stycznia 1954(dts)     | 3     | 0    | FC Toulouse         |
| 20  | BR      | Albert Rust            | 10 października 1953(dts) | 0     | 00   | FC Sochaux          |

### Jugosławia
Trener:  Todor Veselinović (ur. 22 października 1930)
| Nr. | Pozycja | Piłkarz            | Data urodzenia            | Mecze | Gole | Klub                |
| --- | ------- | ------------------ | ------------------------- | ----- | ---- | ------------------- |
| 1   | BR      | Zoran Simović      | 2 listopada 1954(dts)     | 8     | 0    | Hajduk Split        |
| 2   | OB      | Nenad Stojković    | 26 maja 1957(dts)         | 29    | 1    | Partizan Belgrad    |
| 3   | OB      | Mirsad Baljić      | 4 marca 1962(dts)         | 1     | 0    | FK Željezničar      |
| 4   | OB      | Srečko Katanec     | 16 lipca 1963(dts)        | 13    | 0    | Olimpia Lublana     |
| 5   | OB      | Velimir Zajec      | 12 lutego 1956(dts)       | 28    | 1    | Dinamo Zagrzeb      |
| 6   | OB      | Ljubomir Radanović | 21 lipca 1960(dts)        | 15    | 2    | Partizan Belgrad    |
| 7   | PO      | Miloš Šestić       | 8 sierpnia 1956(dts)      | 21    | 0    | Red Star Belgrad    |
| 8   | PO      | Ivan Gudelj        | 21 września 1960(dts)     | 17    | 1    | Hajduk Split        |
| 9   | PO      | Safet Sušić        | 13 kwietnia 1955(dts)     | 32    | 19   | Paris Saint-Germain |
| 10  | PO      | Mehmed Baždarević  | 20 września 1960(dts)     | 13    | 1    | FK Željezničar      |
| 11  | NA      | Zlatko Vujović     | 26 sierpnia 1958(dts)     | 35    | 13   | Hajduk Split        |
| 12  | BR      | Tomislav Ivković   | 11 sierpnia 1960(dts)     | 7     | 0    | Red Star Belgrad    |
| 13  | OB      | Faruk Hadžibegić   | 7 października 1957(dts)  | 9     | 0    | FK Sarajevo         |
| 14  | OB      | Marko Elsner       | 11 kwietnia 1960(dts)     | 1     | 0    | Red Star Belgrad    |
| 15  | OB      | Branko Miljuš      | 17 sierpnia 1961(dts)     | 2     | 0    | Hajduk Split        |
| 16  | PO      | Dragan Stojković   | 3 marca 1965(dts)         | 3     | 1    | Radnički Nisz       |
| 17  | NA      | Josip Čop          | 14 października 1954(dts) | 2     | 0    | Hajduk Split        |
| 18  | NA      | Stjepan Deverić    | 20 sierpnia 1961(dts)     | 4     | 0    | Dinamo Zagrzeb      |
| 19  | NA      | Sulejman Halilović | 14 listopada 1955(dts)    | 10    | 1    | Dinamo Vinkovci     |
| 20  | PO      | Borislav Cvetković | 30 września 1962(dts)     | 7     | 0    | Dinamo Zagrzeb      |

## Grupa A

### Portugalia
Trener:  Fernando Cabrita (ur. 1 maja 1923)
| Nr. | Pozycja | Piłkarz              | Data urodzenia           | Mecze | Gole | Klub             |
| --- | ------- | -------------------- | ------------------------ | ----- | ---- | ---------------- |
| 1   | BR      | Manuel Bento         | 25 czerwca 1948(dts)     | 45    | 0    | Benfica Lizbona  |
| 2   | NA      | Tamagnini Nené       | 20 listopada 1949(dts)   | 63    | 21   | Benfica Lizbona  |
| 3   | NA      | Rui Jordão           | 9 sierpnia 1952(dts)     | 33    | 12   | Sporting Lizbona |
| 4   | PO      | Fernando Chalana     | 10 lutego 1959(dts)      | 22    | 2    | Benfica Lizbona  |
| 5   | PO      | Vermelhinho          | 9 marca 1959(dts)        | 1     | 0    | FC Porto         |
| 6   | NA      | Fernando Gomes       | 22 listopada 1956(dts)   | 25    | 3    | FC Porto         |
| 7   | PO      | Carlos Manuel        | 15 stycznia 1958(dts)    | 24    | 3    | Benfica Lizbona  |
| 8   | OB      | António Veloso       | 31 stycznia 1957(dts)    | 4     | 0    | Benfica Lizbona  |
| 9   | OB      | João Pinto           | 21 listopada 1961(dts)   | 7     | 0    | FC Porto         |
| 10  | OB      | António Lima Pereira | 1 lutego 1952(dts)       | 10    | 0    | FC Porto         |
| 11  | OB      | Eurico Gomes         | 29 września 1955(dts)    | 27    | 0    | FC Porto         |
| 12  | BR      | Jorge Martins        | 12 sierpnia 1954(dts)    | 0     | 0    | Vitória Setúbal  |
| 13  | PO      | António Sousa        | 28 kwietnia 1957(dts)    | 8     | 0    | FC Porto         |
| 14  | PO      | António Frasco       | 16 stycznia 1955(dts)    | 9     | 0    | FC Porto         |
| 15  | PO      | Jaime Pacheco        | 22 lipca 1958(dts)       | 9     | 0    | FC Porto         |
| 16  | PO      | António Bastos Lopes | 19 grudnia 1953(dts)     | 9     | 0    | Benfica Lizbona  |
| 17  | OB      | Álvaro Magalhães     | 3 stycznia 1961(dts)     | 5     | 0    | Benfica Lizbona  |
| 18  | OB      | Eduardo Luís         | 6 grudnia 1955(dts)      | 2     | 0    | FC Porto         |
| 19  | NA      | Diamantino           | 3 sierpnia 1959(dts)     | 6     | 1    | Benfica Lizbona  |
| 20  | BR      | Vítor Damas          | 8 października 1947(dts) | 4     | 0    | SC Portimonense  |

### Rumunia
Trener:  Mircea Lucescu (ur. 29 lipca 1945)
| Nr. | Pozycja | Piłkarz            | Data urodzenia            | Mecze | Gole | Klub                         |
| --- | ------- | ------------------ | ------------------------- | ----- | ---- | ---------------------------- |
| 1   | BR      | Silviu Lung        | 9 września 1956(dts)      | 19    | 0    | CS Universitatea Craiova     |
| 2   | OB      | Mircea Rednic      | 9 kwietnia 1962(dts)      | 30    | 0    | Dinamo Bukareszt             |
| 3   | OB      | Costică Ștefănescu | 26 marca 1951(dts)        | 53    | 0    | CS Universitatea Craiova     |
| 4   | OB      | Nicolae Ungureanu  | 11 listopada 1956(dts)    | 23    | 0    | CS Universitatea Craiova     |
| 5   | PO      | Aurel Țicleanu     | 20 stycznia 1959(dts)     | 34    | 2    | CS Universitatea Craiova     |
| 6   | OB      | Gino Iorgulescu    | 15 maja 1956(dts)         | 30    | 1    | Sportul Studențesc Bukareszt |
| 7   | NA      | Marcel Coraș       | 14 maja 1959(dts)         | 13    | 2    | Sportul Studențesc Bukareszt |
| 8   | OB      | Michael Klein      | 10 października 1959(dts) | 28    | 4    | Corvinul Hunedoara           |
| 9   | NA      | Rodion Cămătaru    | 22 czerwca 1958(dts)      | 35    | 10   | CS Universitatea Craiova     |
| 10  | PO      | László Bölöni      | 11 marca 1953(dts)        | 67    | 15   | ASA Târgu Mureș              |
| 11  | PO      | Gheorghe Hagi      | 5 lutego 1965(dts)        | 8     | 0    | Sportul Studențesc Bukareszt |
| 12  | BR      | Dumitru Moraru     | 8 maja 1956(dts)          | 25    | 0    | Dinamo Bukareszt             |
| 13  | OB      | Ioan Andone        | 15 marca 1960(dts)        | 19    | 1    | Dinamo Bukareszt             |
| 14  | PO      | Mircea Irimescu    | 13 maja 1959(dts)         | 4     | 1    | CS Universitatea Craiova     |
| 15  | PO      | Marin Dragnea      | 1 stycznia 1956(dts)      | 1     | 0    | Dinamo Bukareszt             |
| 16  | OB      | Nicolae Negrilă    | 23 lipca 1954(dts)        | 18    | 1    | CS Universitatea Craiova     |
| 17  | NA      | Ion Adrian Zare    | 11 maja 1959(dts)         | 1     | 0    | Bihor Oradea                 |
| 18  | PO      | Ionel Augustin     | 11 października 1955(dts) | 28    | 2    | Dinamo Bukareszt             |
| 19  | NA      | Romulus Gabor      | 14 października 1961(dts) | 25    | 1    | Corvinul Hunedoara           |
| 20  | BR      | Vasile Iordache    | 9 października 1950(dts)  | 22    | 0    | Steaua Bukareszt             |

### Hiszpania
Trener:  Miguel Muñoz (ur. 19 stycznia 1922)
| Nr. | Pozycja | Piłkarz                 | Data urodzenia            | Mecze | Gole | Klub               |
| --- | ------- | ----------------------- | ------------------------- | ----- | ---- | ------------------ |
| 1   | BR      | Luis Arconada           | 26 czerwca 1954(dts)      | 57    | 0    | Real Sociedad      |
| 2   | OB      | Santiago Urquiaga       | 18 kwietnia 1958(dts)     | 9     | 0    | Athletic Bilbao    |
| 3   | OB      | José Antonio Camacho    | 8 czerwca 1955(dts)       | 48    | 0    | Real Madryt        |
| 4   | OB      | Antonio Maceda          | 16 maja 1957(dts)         | 18    | 5    | Sporting Gijón     |
| 5   | OB      | Andoni Goikoetxea       | 23 maja 1956(dts)         | 12    | 1    | Athletic Bilbao    |
| 6   | OB      | Rafael Gordillo         | 24 lutego 1957(dts)       | 49    | 1    | Real Betis Sewilla |
| 7   | PO      | Juan Antonio Señor      | 26 sierpnia 1958(dts)     | 15    | 5    | Real Saragossa     |
| 8   | PO      | Víctor Muñoz            | 15 marca 1957(dts)        | 20    | 2    | FC Barcelona       |
| 9   | NA      | Santillana              | 23 sierpnia 1952(dts)     | 48    | 14   | Real Madryt        |
| 10  | PO      | Ricardo Gallego         | 8 lutego 1959(dts)        | 12    | 2    | Real Madryt        |
| 11  | NA      | Francisco José Carrasco | 6 marca 1959(dts)         | 21    | 1    | FC Barcelona       |
| 12  | OB      | Salva                   | 4 marca 1961(dts)         | 3     | 0    | Real Saragossa     |
| 13  | BR      | Francisco Buyo          | 13 stycznia 1958(dts)     | 2     | 0    | FC Sevilla         |
| 14  | OB      | Julio Alberto           | 7 października 1958(dts)  | 5     | 0    | FC Barcelona       |
| 15  | PO      | Roberto                 | 5 lipca 1962(dts)         | 2     | 0    | CF Valencia        |
| 16  | PO      | Francisco               | 1 listopada 1962(dts)     | 5     | 0    | FC Sevilla         |
| 17  | NA      | Marcos Alonso           | 1 października 1959(dts)  | 19    | 0    | FC Barcelona       |
| 18  | NA      | Emilio Butragueño       | 22 lipca 1963(dts)        | 0     | 0    | Real Madryt        |
| 19  | NA      | Manuel Sarabia          | 9 stycznia 1957(dts)      | 8     | 1    | Athletic Bilbao    |
| 20  | BR      | Andoni Zubizarreta      | 23 października 1961(dts) | 0     | 0    | Athletic Bilbao    |

### RFN
Trener:  Jupp Derwall (ur. 10 marca 1927)
| Nr. | Pozycja | Piłkarz               | Data urodzenia            | Mecze | Gole | Klub                     |
| --- | ------- | --------------------- | ------------------------- | ----- | ---- | ------------------------ |
| 1   | BR      | Harald Schumacher     | 6 marca 1954(dts)         | 48    | 0    | FC Köln                  |
| 2   | OB      | Hans-Peter Briegel    | 11 października 1955(dts) | 50    | 3    | FC Kaiserslautern        |
| 3   | OB      | Gerhard Strack        | 1 września 1955(dts)      | 10    | 1    | FC Köln                  |
| 4   | OB      | Karlheinz Förster     | 25 lipca 1958(dts)        | 58    | 1    | VfB Stuttgart            |
| 5   | OB      | Bernd Förster         | 3 maja 1956(dts)          | 30    | 0    | VfB Stuttgart            |
| 6   | PO      | Wolfgang Rolff        | 26 grudnia 1959(dts)      | 10    | 0    | Hamburger SV             |
| 7   | OB      | Andreas Brehme        | 9 listopada 1960(dts)     | 5     | 1    | FC Kaiserslautern        |
| 8   | NA      | Klaus Allofs          | 5 grudnia 1956(dts)       | 29    | 9    | FC Köln                  |
| 9   | NA      | Rudi Völler           | 13 kwietnia 1960(dts)     | 15    | 9    | Werder Brema             |
| 10  | PO      | Norbert Meier         | 20 września 1958(dts)     | 12    | 2    | Werder Brema             |
| 11  | NA      | Karl-Heinz Rummenigge | 25 września 1955(dts)     | 75    | 40   | Bayern Monachium         |
| 12  | BR      | Dieter Burdenski      | 26 listopada 1950(dts)    | 12    | 0    | Werder Brema             |
| 13  | PO      | Lothar Matthäus       | 21 marca 1961(dts)        | 23    | 0    | Borussia Mönchengladbach |
| 14  | PO      | Ralf Falkenmayer      | 11 lutego 1963(dts)       | 0     | 0    | Eintracht Frankfurt      |
| 15  | OB      | Uli Stielike          | 15 listopada 1954(dts)    | 38    | 3    | Real Madryt              |
| 16  | PO      | Hans-Günter Bruns     | 15 listopada 1954(dts)    | 3     | 0    | Borussia Mönchengladbach |
| 17  | PO      | Pierre Littbarski     | 16 kwietnia 1960(dts)     | 26    | 8    | FC Köln                  |
| 18  | OB      | Guido Buchwald        | 24 stycznia 1961(dts)     | 1     | 0    | VfB Stuttgart            |
| 19  | PO      | Rudolf Bommer         | 19 sierpnia 1957(dts)     | 4     | 0    | Fortuna Düsseldorf       |
| 20  | BR      | Helmut Roleder        | 9 października 1953(dts)  | 1     | 0    | VfB Stuttgart            |